# Hans Lem
Hans Schumann Lem (Oslo, 18 maggio 1875 – 1º maggio 1962) è stato un ginnasta norvegese.

## Palmarès

### Olimpiadi
- Argento a Londra 1908 nel concorso a squadre.